# Klågerups slott
Klågerup slott är ett slott i Hyby socken i Svedala kommun. Den nuvarande byggnaden uppfördes 1858 i fransk renässansstil. I en av flyglarna finns sedan 2004 ett dockmuseum.

## Historia
Godset nämns först redan på 1100-talet under namnet Clauethorp, senare Klapathorp. Troligen har en man vid namn Klapi lämnat bygemenskapen i Hyby för att flytta längre bort till den plats där slottet nu ligger. Klågerups slott låg i sitt äldsta skede bredvid en liten sjö, den beskriv sedan som en moras och är idag uppodlad. Under slutet av 1300-talet hade riddaren och riksrådet Trued Truedsen sin sätesgård, även hans son använde den som sin sätesgård. Sonens namn var Knud Truedsen och han användes ofta av den danska konungen i förhandlingar med Sverige. Knud Truedsen hade inga söner utan det var hans dotter som var gift med riddaren Henrik Aagesen Sparre som ärvde gården, det var så som gården kom i Sparrarnas ägo. Ägandelängden gick efter ett par generationer åter till släkten Grubbe. Gården stannade i deras ägo till 1640-talet då den sedan köptes av Malte Juul. 
De följande hundra åren ärvdes godset enbart till kvinnor, detta tros inte ha medfört några viktiga förändringar på godsets utseende. År 1725 gick godset över till Trolle-ätten, där överstelöjtnanten Fredrik Trolle blev godsherre. Godset blev kvar i Trolle-släktens ägor i 180 år. År 1811 inträffade Klågerupskravallerna, ett lokalt uppror i Klågerup. Det slogs dock ner av kavalleri från Malmö inom ett par dagar.
År 1908 köptes godset av Svenska Sockerfabriks AB. Sedan 1964 ägs Klågerups slott av familjen Silfverschiöld.

## Arkitektur
Godset var omgivet av moras och hade inte befästningar, detta gjorde att godset inte hade något fortifikatoriskt värde under krig. Godset blev avbildat under 1680-talet av kartografen Gerhard von Buhrman, på den tiden bestod godset av två holmar. En borgholme och en laduholme, med en bro som förde dem samman. Burman beskrev borgen som ett tvåvåningshus med en stor port, borgen var byggd av sten och de täta fönsterna vittnar om renässanstidens arkitektur.